# Abdullah Al Sharbatly
Abdullah Al Sharbatly (Londres, 21 de setembro de 1982) é um ginete saudita, especialista em saltos, medalhista olímpico.

## Carreira
Abdullah Al Sharbatly representou seu país nos Jogos Olímpicos de 2012, na qual conquistou a medalha de bronze nos saltos por equipes.